# Tymbodesmus barryi
Tymbodesmus barryi är en mångfotingart som först beskrevs av Schioetz 1966.  Tymbodesmus barryi ingår i släktet Tymbodesmus och familjen Gomphodesmidae. Inga underarter finns listade i Catalogue of Life.